# Krüzen
Krüzen ist eine Gemeinde im Kreis Herzogtum Lauenburg in Schleswig-Holstein.

## Geographie
Das Gemeindegebiet von Krüzen erstreckt sich im Bereich der naturräumlichen Haupteinheit Lauenburger Geest (Nr. 696) östlich des Augraben zur Linau im Städtedreieck von Geesthacht, Lauenburg und Schwarzenbek.
Die Gemeinde gliedert sich in das Dorf gleichen Namens und die Häusergruppe Krüzen, Ziegelei als weiteren Wohnplatz.
Umgebende Gemeindegebiete von Krüzen sind Lütau, Buchhorst, Lauenburg/Elbe, Schnakenbek und Juliusburg.

## Geschichte
Das Dorf Krüzen in der Sadelbande wurde im Ratzeburger Zehntregister von 1230 zum ersten Mal urkundlich erwähnt (Crutsem).
Es gehört zu einer Gruppe slawisch benannter Orte, Gülzow, Kollow, Börse, Krukow und Thömen, die im Gebiet außerhalb des alten Siedlungsraumes der Abodriten liegen und deren Gemarkungen zu den spätestens im 10. Jahrhundert vom sächsischen Landesausbau erschlossenen Gegenden gehören. Im 11. Jahrhundert wurde dieses Gebiet, am Waldgürtel gelegen und ursprünglich die Grenze zwischen Sachsen und Slawen bildend, durch Polaben besetzt, die ihre Siedlungen bis zum Beginn der Kolonisationszeit erfolgreich behaupteten. Dem Ortsnamen Krüzen liegt wahrscheinlich altpolabisch *krusina „Kiesort“ oder *krusina „Faulbaum“ zugrunde.

## Politik

### Gemeindevertretung
Bei der Kommunalwahl 2023 errang die Wählergemeinschaft Krüzen erneut alle neun Sitze in der Gemeindevertretung. Die Wahlbeteiligung betrug 62,5 Prozent.

### Wappen
Blasonierung: „In Grün ein schmaler schrägrechter silberner Keil, unten eine silbern bewehrte hersehende goldene Schleiereule, oben ein dreiblütiges silbernes Pfaffenhütchen mit roten Blütenansätzen.“